# 탄자나이트

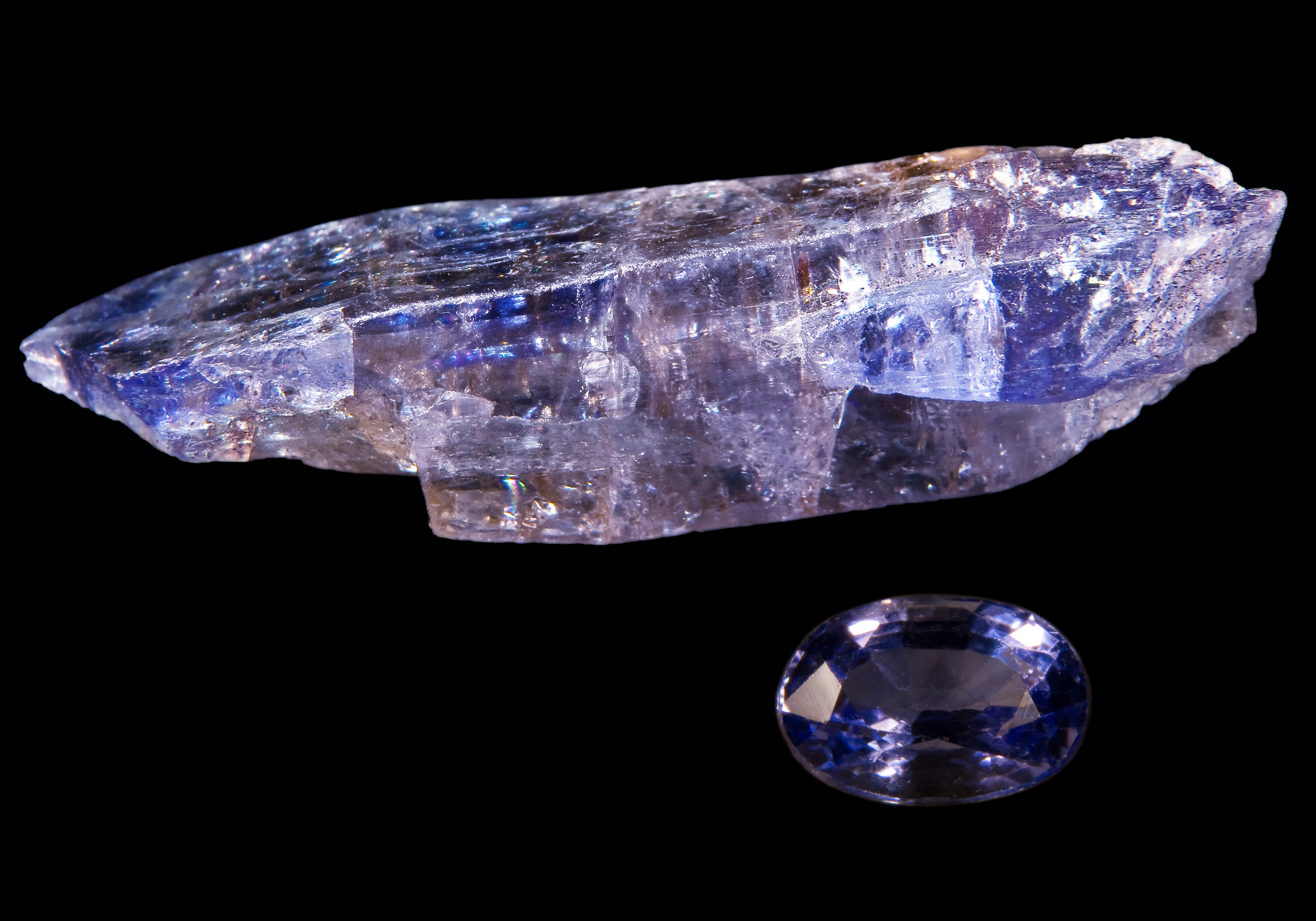
탄자나이트

탄자나이트(Tanzanite)는 세계에서 가장 희귀한 보석 중 하나로 탄자니아 북부에서만 발견된다. 빨강·보라·파랑·초록 등 다양한 빛을 내 장신구를 만드는 데에 사용되며, 단단한 암석 속에 드물게 박혀 있어 '아프리카의 푸른 별'이라는 별명을 가지고 있다.

## 역사
영화 블랙 팬서에서 비브라늄이라는 광물이 아프리카의 특정지역에서만 생산된다고 나온다. 다이아몬드보다 더 희귀한 보석으로 탄자나이트가 꼽힌다.
지구상에서 유일하게 아프리카 탄자니아 북부 국경 지대에서만 채굴된다. 1966년 탄자니아 북부 시골 마을에서 소우사라는 재단사가 발견했다는 설과 마사이족 목동이 찾아냈다는 설이 있다. 변변한 이름조차 없던 돌의 가치를 한눈에 알아본 것은 세계적인 보석업체 티파니 (기업)였다. 1968년 당시 티파니 최고경영자(CEO)였던 헨리 플랫은 이 신비한 돌을 접한 후 생산국의 이름을 따 ‘탄자나이트’라고 명명했다.
티파니는 미국의 세계적인 보석업체로, 1886년 처음 선보인 티파니 세팅링은 지금까지 우리가 알고 있는 결혼반지의 시초가 된, 티파니의 대표적인 다이아몬드 링이다. 130여 년 동안 사랑받아온 웨딩링의 대명사다.
채굴량이 점점 줄어 희소성이 높아졌으며, 최근 천연 블루 사파이어의 1/2 가격에 거래되고 있다.
티파니에 의해 세계적인 보석이 된 탄자나이트는 이후 '아프리카의 푸른 별'이라며 4대 보석(다이아몬드, 루비, 사파이어, 에메랄드)에 준한다는 평가를 받고 있다.

## 같이 보기
- 마냐라주
- 아루샤주